# Slavia Praag
SK Slavia Praag is een Tsjechische voetbalclub uit de hoofdstad Praag en is de oudste voetbalclub van het land.

## Geschiedenis
De club werd in 1892 opgericht met de naam Akademický cyklistický odbor Slavia (ACOS) en is van begin af aan samen met Sparta Praag de toonaangevende club van het land. Tot aan de Tweede Wereldoorlog werden de landstitels bijna uitsluitend onder Sparta en Slavia verdeeld. Na de oorlog was Slavia nog steeds een topclub, maar een landstitel zat er tot 1996 niet meer in. In de jaren 60 verbleef de club ook enkele jaren in de tweede klasse.
Na de splitsing van Tsjecho-Slowakije in 1993 ging het weer beter met de club, het voorheen almachtige Dukla Praag ging ten onder en Slavia kon de titel in 1996 bemachtigen.
Sinds mei 2008 speelt Slavia z'n thuiswedstrijden in het nieuwe stadion, de Fortuna arena, dat plaats biedt aan 20.800 toeschouwers.

## Recente jaren
De laatste jaren heeft de club te kampen met financiële problemen en rekruteert het vele spelers uit de eigen jeugd.
Het seizoen 2007/08 werd na een paar magere jaren weer eens een succesjaar voor Slavia. Het team plaatste zich ten koste van AFC Ajax voor de UEFA Champions League. In een groep met Arsenal FC, Steaua Boekarest en Sevilla FC eindigde Slavia als derde en mocht verder in het UEFA Cup-toernooi waarin Tottenham Hotspur te sterk was.
Maar ook in Tsjechië liep het goed en vanaf het begin van het seizoen stond Slavia bovenaan. Mede door regelmatig puntverlies van Slavia pakte aartsrivaal Sparta richting het eind van het seizoen de leiding in de competitie. Maar desondanks pakte Slavia een wedstrijd voor het einde dankzij een thuisnederlaag van Sparta de koppositie weer over met 2-0 zege bij FK Mladá Boleslav. En op 17 mei was, in de nieuwe Synot Tip Arena, een 2-2 gelijkspel tegen FK Jablonec 97 voldoende voor de 16e landstitel, mede doordat Sparta bij Slovan Liberec met 4-3 onderuit ging.
In het seizoen 2008/09 was Slavia twee competitieronden voor het einde zeker van zijn zeventiende (de derde Tsjechische) landstitel.
Op 5 augustus 2009 werd Slavia door het Moldavische Sheriff Tiraspol uitgeschakeld in de 3e voorronde van de Champions League. Nadat de wedstrijd in Moldavië doelpuntloos eindigde, werd het in Praag 1-1. Het zag er lang naar uit dat Slavia de volgende ronde zou bereiken, maar Sheriff Tiraspol maakte in de 93e en laatste minuut het belangrijke uitdoelpunt.
In het seizoen 2016/17 werd Slavia voor het eerst sinds 2009 weer landskampioen van Tsjechië. Eén jaar later werd na 16 jaar weer eens de Tsjechische beker gewonnen. In het seizoen 2018/19 legde de club beslag op zowel het landskampioenschap als de beker. In het seizoen 2019/20 werd het landskampioenschap geprolongeerd.

## Naamsveranderingen
1892 : Opgericht als SK Slavia Praag
1948 : Sokol Slavia Praag
1949 : fusie met Dynamo Praag → ZSJ Dynamo Slavia Praag
1953 : DSO Dynamo Praag
1954 : TJ Dynamo Praag
1965 : SK Slavia Praag
1973 : TJ Slavia Praag
1977 : TJ Slavia IPS Praag
1978 : SK Slavia IPS Praag
1991 : SK Slavia Praag

## Erelijst
| Internationaal                  |     |                                                                                       |
| Mitropacup                      | 1×  | 1938                                                                                  |
| Intertoto Cup                   | 1x  | 1972 (groepswinnaar)                                                                  |
| Nationaal tot 1993              |     |                                                                                       |
| Landskampioen Tsjecho-Slowakije | 10× | 1924/25, 1928/29, 1929/30, 1930/31, 1932/33, 1933/34, 1934/35, 1936/37, 1946/47, 1948 |
| Beker van Tsjecho-Slowakije     | 1×  | 1973/74                                                                               |
| Landskampioen Bohemen-Moravië   | 4×  | 1939/40, 1940/41, 1941/42, 1942/43                                                    |
| Beker van Bohemen-Moravië       | 3×  | 1940/41, 1941/42, 1944/45                                                             |
| Beker van Tsjechië (1969-1993)  | 1×  | 1973/74                                                                               |
| Nationaal sinds 1993            |     |                                                                                       |
| Landskampioen Tsjechië          | 8×  | 1995/96, 2007/08, 2008/09, 2016/17, 2018/19, 2019/20, 2020/21, 2024/25                |
| Beker van Tsjechië              | 7×  | 1996/97, 1998/99, 2001/02, 2017/18, 2018/19, 2020/21, 2022/23                         |

## Eindklasseringen vanaf 1994 (grafiek)
| 2 |

| 2 |

| 1 |

| 2 |

| 2 |

| 3 |

| 2 |

| 2 |

| 5 |

| 2 |

| 4 |

| 2 |

| 3 |

| 2 |

| 1 |

| 1 |

| 7 |

| 9 |

| 12 |

| 7 |

| 13 |

| 11 |

| 5 |

| 1 |

| 2 |

| 1 |

| 1 |

| 1 |

| 2 |

| 2 |

| 2 |

| 1 |

| Fortuna Liga | Fotbalová národní liga | ČFL / MSFL |

## Slavia Praag in Europa
Slavia Praag speelt sinds 1927 in diverse Europese competities. Hieronder staan de competities en in welke seizoenen de club deelnam. De editie die Slavia Praag heeft gewonnen is dik gedrukt:
Champions League (15x)
1996/97, 2000/01, 2001/02, 2003/04, 2005/06, 2007/08, 2008/09, 2009/10, 2017/18, 2018/19, 2019/20, 2020/21, 2021/22, 2024/25, 2025/26
Europa League (8x)
2009/10, 2016/17, 2017/18, 2018/19, 2020/21, 2021/22, 2023/24, 2024/25
Conference League (2x)
2021/22, 2022/23
Europacup II (2x)
1974/75, 1997/98
UEFA Cup (19x)
1976/77, 1977/78, 1985/86, 1992/93, 1993/94, 1994/95, 1995/96, 1996/97, 1998/99, 1999/00, 2000/01, 2001/02, 2002/03, 2003/04, 2004/05, 2005/06, 2006/07, 2007/08, 2008/09
Jaarbeursstedenbeker (2x)
1967/68, 1968/69
Mitropacup (20x)
1927, 1928, 1929, 1930, 1931, 1932, 1933, 1934, 1935, 1936, 1937, 1938, 1939, 1958 (Donau Cup), 1959, 1966, 1967, 1970, 1971, 1990

## Bekende (ex-)spelers
- Patrik Berger
- Tijani Belaid
- Josef Bican
- Jaromír Blažek
- Mick van Buren
- Vladimír Coufal
- Ferdinand Daučík
- Ľubomír Faktor
- Ondřej Lingr
- Tomáš Necid
- Karel Poborský
- Antonín Puč
- Vladimír Šmicer
- Rudolf Skacel
- Tomáš Souček
- Nicolae Stanciu
- Dušan Švento
- Mickaël Tavares
- František Veselý

## Vrouwen
De vrouwenafdeling van de club speelt in de I. liga žen. Sinds de oprichting van deze competitie in 1993 is de ploeg 10 keer kampioen geworden.